# Livro de capa dura

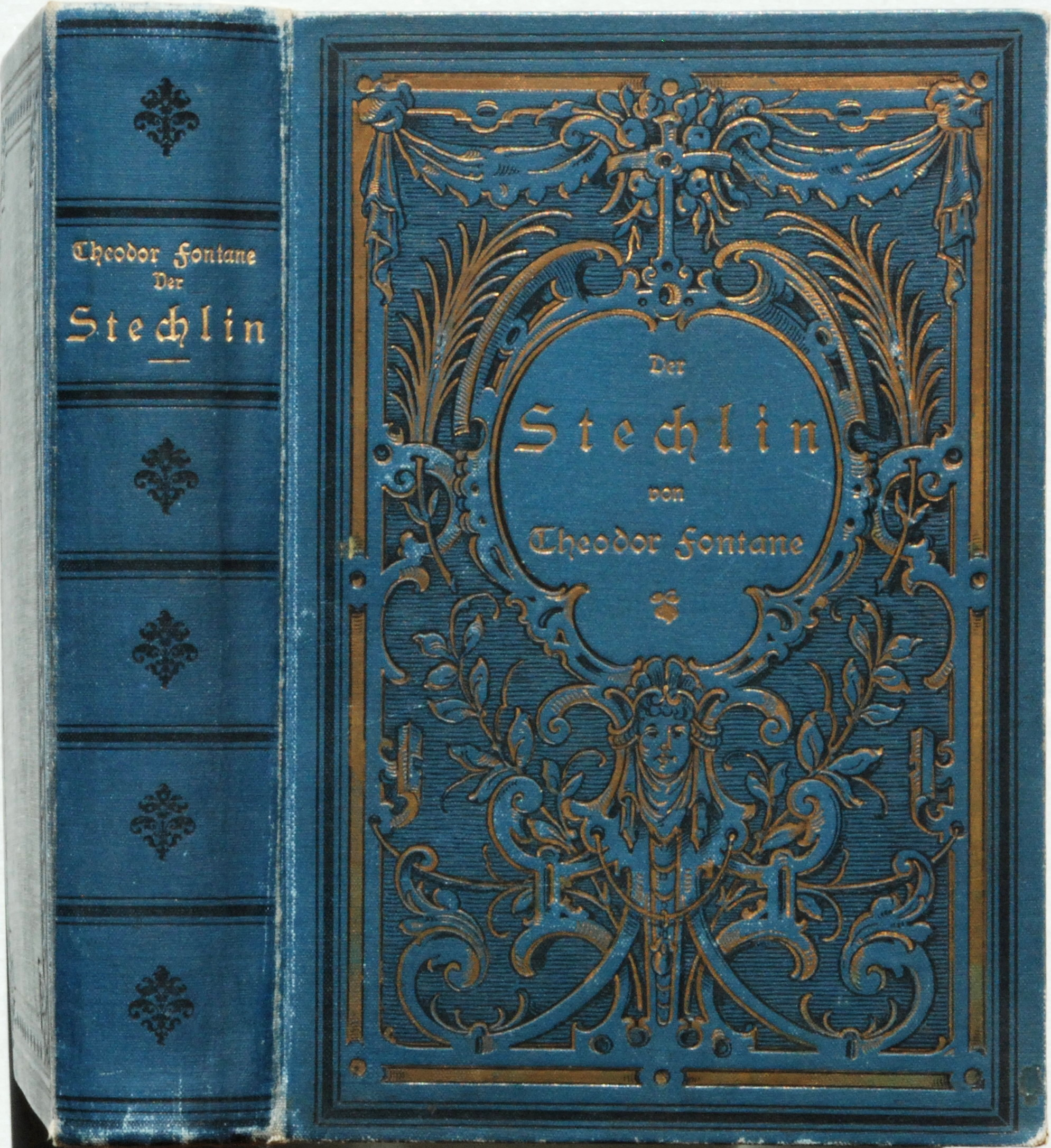
Um livro de capa dura típico (1899), mostrando os sinais de desgaste de uma capa de pano sobre os cartões rígidos

Um livro de capa dura é um livro onde a encadernação com capa de livro dura de proteção normalmente de cartão de papelão, coberto com tecido buckram ou outro tecido, com papel ou ocasionalmente com couro, envolve um processo específico de design de livro. Possui na lombada uma espinha flexível e costurada que permite que o livro se aumente na superfície quando aberto. Seguindo os números de sequência ISBN, os livros desse tipo podem ser identificados pela abreviação Hbk de Hardbook.
Os livros de capa dura são frequentemente impressos em papel livre de acidez, e eles são muito mais duráveis do que um livro de bolso, que possui capa de papel flexível e facilmente danificada. Os livros de capa dura são marginalmente mais caros para fabricar. As capas duras são frequentemente protegidas por sobrecapas artísticas, mas uma alternativa "sem capas" está se tornando cada vez mais popular: essas encadernações "papel-over-board" ou "capa dura sem capa" dispensam a sobrecapa em favor da impressão do design da capa diretamente na encadernação da placa.